# Музичний стрій
Музичний стрій — система звуковисотних відношень, що використовуються в музиці. Існує у вигляді інваріантних слухових уявлень про висоту кожного зі ступенів звукоряду, які лежать в основі всієї музичної практики і звичайно фіксуються нотними та ін. знаками. Той чи інший музичний стрій можна описати рядом чисел, що відбиває відношення частот звуків — у скільки разів частота верхнього звуку інтервалу більше частоти нижнього звуку. Цей ряд чисел і визначатиме акустичні особливості цього строю.
Форми прояву строю в музиці обумовлені національними особливостями музичної культури, особливостями розвитку ладогармонічної системи, вимогами до музикального слуху. На формування музичного строю значний вплив справили акустичні особливості властивості музичного звуку. На певному етапі розвитку музичної культури стрій може стати основою для виникнення нових ладових систем. Відомі 5-ступеневі та 7-ступеневі (в межах октави) темперовані строї в Індонезії, 17- та 24 ступеневі в музиці арабських країн, 22-ступеневий в Індії, 12-ступеневий відмінний від європейського в Китаї («Люй-люй») та ін.
У Європі в період розвитку одноголосся використання отримав 7-ступеневий (пізніше — 12-ступеневий) піфагорійський стрій. В процесі розвитку хорового багатоголосся виникла необхідність у чистому строї, який  запропонували музичні теоретики XVI століття — Л. Фольяні, Дж. Царлино. Подальший розвиток ладотональної системи — збільшення кількості використовуваних тональностей, поява складних акордів, модуляцій — привело до нерівномірних темперацій, а потім — до появи 12-ступеневої рівномірної темперації, що здійснила енгармонічну рівність звуків (див. енгармонізм) і повсюдно ствердилась у XVIII столітті.

## Порівняння музичних строїв
| Частоти за нотами трьох систем, Do=264 Гц |                   |                      |                               |
| Нота                                      | Натуральний стрій | Піфагорійський стрій | Рівномірно темперований стрій |
| C                                         | 264,00            | 264,00               | 264,00                        |
| C♯                                        | 275,00            | 281,92               | 279,70                        |
| D                                         | 297,00            | 297,00               | 296,33                        |
| D♯                                        | 316,80            | 312,89               | 313,95                        |
| E                                         | 330,00            | 334,13               | 332,62                        |
| F                                         | 352,00            | 352,00               | 352,40                        |
| F♯                                        | 371,25            | 375,89               | 373,35                        |
| G                                         | 396,00            | 396,00               | 395,55                        |
| G♯                                        | 412,50            | 422,88               | 419,07                        |
| A                                         | 440,00            | 445,50               | 443,99                        |
| B♭                                        | 475,20            | 469,33               | 470,39                        |
| B                                         | 495,00            | 501,19               | 498,37                        |
| C                                         | 528,00            | 528,00               | 528,00                        |